# Éric Nataf
Pour les articles homonymes, voir Nataf.
Œuvres principales
- Autobiographie d'un virus - Odile Jacob - 2004
- Le Mal par le Mal - Odile Jacob - 2006
- Régime Mortel - Odile Jacob - 2008
- Moi, Abraham - Odile Jacob - 2010
- Les Pérégrinations d'un Prophète au Pays des Ziggourats - Odile Jacob - 2012.
- Le Fils Caché de la Lune - Odile Jacob - 2012.

Éric Nataf, né en 1960[réf. nécessaire], est un médecin, radiologue, photographe qui  s’est tourné tardivement vers la littérature.

## Œuvre
Qu’il s’agisse de la stérilité masculine dans Autobiographie d’un virus, de profilage et d’homéopathie dans Le Mal par le Mal, ou des méfaits du culte de la minceur dans Régime Mortel, ses personnages évoluent à contre-emploi dans des thrillers « sociologiques » qui décortiquent de l’intérieur nos mythologies contemporaines.
Dans Moi, Abraham, Nataf explore un nouveau genre littéraire, le roman biblique. Il se glisse dans la peau du premier des patriarches dont il explore les atermoiements, ausculte la pensée, imaginant la découverte du monothéisme… par la bouche même de son concepteur.
Nataf continue son exploration de l'univers biblique sous forme romanesque dans "Les pérégrinations d'un prophète au temps des ziggourats",. Il s'agit de la suite des aventures d'Abraham, au cours de laquelle on assiste au cheminement de cet adolescent qui deviendra le père des trois religions monothéistes. Le jeune Abraham s'y retrouve en butte à la vilenie de Nimrod, monarque tout puissant des temps suméro-babyloniens, qui a juré sa perte. Roman d'aventure initiatique et parfois tragique, on vit les tribulations d'un personnage dont la bible explore mal les hésitations.
Enfin, dans son dernier thriller sorti en septembre 2018, que l'on pourrait définir comme thriller spatial, Eric Nataf, pose une question fondamentale « À quoi ressemblerait un être humain né et élevé sur une autre planète, dans des conditions de gravité différente, soumis au bombardement perpétuel des rayons cosmiques ? » « Cet « extra-terrestre » mériterait-il encore le nom de « Sapiens » ? »